# マーガレット・カーチス

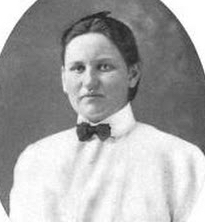
マーガレット・カーチス（1903年の出版物より）。

マーガレット・カーチス（Margaret Curtis、1883年10月8日 – 1965年12月24日）は米国人のゴルフ及びテニスチャンピオンで、終生のソーシャルワーカー。 
マサチューセッツ地域のマンチェスターバイザシーに10人兄弟の末っ子として生まれた。父親は南北戦争中北軍の陸軍騎兵大佐だった。彼女の兄ジェームズ・フリーマン・カーチスはニューヨークシティで法律家になり、その後ウィリアム・タフト大統領の時代には財務長官補を務めた。従兄のローレンス・カーチスは1897年から98年にかけて全米ゴルフ協会 (USGA) の副会長を務めた人間で、親類中にゴルフをするように勧めて回った。このことでマーガレットと姉のハリオットは小さいころからゴルフを始め、相応の年になりマサチューセッツ女子ゴルフ協会（1900年に州単位では米国初のゴルフ団体として発足した）のメンバーになった。 
1897年、13歳の時に初めて全米アマチュア選手権に出場し4位入賞した。姉のハリオットは1906年に同大会で優勝した。健康上の問題で数年間大会出場できなかったが、1907年にはこの全米女子アマに決勝で姉を破って初優勝した。この年イングランドのロンドン近郊ウォルトンヒースで行われたストロークプレー方式のトーナメントに参加した。同じパーティーにいたメイ・ヘズレット (May Hezlet) に5打差をつけた首位で最終ホールを迎えた。ここでカーチスはティーショットを深いブッシュ（ハリエニシダ）に打ち込んでしまった。密度が高く常緑で棘のあるブッシュで、西ヨーロッパではありふれたものだったがアメリカ人には馴染みがなく、ここで13ストロークを費やしてしまい優勝を逃した。 

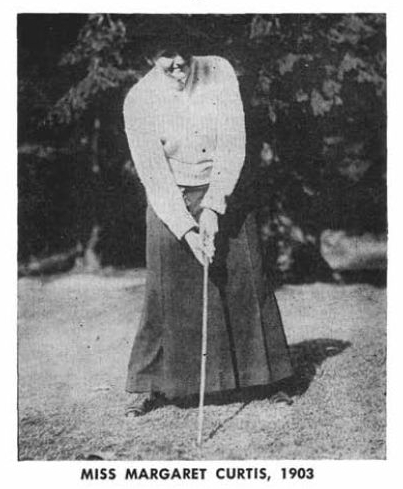

1908年の全米女子アマでは準々決勝でキャサリン・ハーレー（最終的には彼女が優勝した）に敗れた。1911年には準決勝でその年のカナダ女子アマと全英女子アマに優勝したドロシー・キャンベルを破り、決勝ではリリアン・ハイドに勝って優勝した。続く1912年にも全米女子アマに連続優勝した。この時もストロークプレーによる予選を首位で上がったが、これは都合6回目だった。 
ゴルフも上手だったが、テニスでも卓越したプレーヤーだった。1908年には全米オープンテニスのダブルスでイブリン・シアーズと組んで優勝した。これにより、同時期にゴルフとテニスの全米タイトル両方を保持する唯一の女性となった。 
1904年、カーチスはボストンのシモンズカレッジのソーシャルワークスクールの学生となり、これがその後51年間にわたる家族奉仕協会 (Family Service Society) 活動のスタートとなった。第一次世界大戦中にはパリに渡り、3年間難民局の長として赤十字活動に参加した。さらにその後数年間、ヨーロッパ各地において赤十字活動を行った。 
1932年カーチスは姉とともに米国と英国の女子アマチュア代表選手対抗戦（隔年開催）であるカーチスカップを立ち上げた。彼女は終生ゴルフ関連の活動を行ったが、1955年にはマサチューセッツ女子ゴルフ協会は彼女とその姉の栄誉を称えるトーナメントを設立した。「カーチスボウル (Curtis Bowl)」と呼ばれるこの大会の優勝トロフィーはカーチスカップのレプリカである。 
1958年には全米ゴルフ協会によりゴルフに関する最高のスポーツマンシップを称えるボブジョーンズ賞を授与された。1965年に82歳で死亡。 

## テニス グランドスラム大会

### ダブルス（1勝）
| 結果 | 年   | 大会名     | コート | パートナー         | 対戦相手                                    | スコア        |
| ---- | ---- | ---------- | ------ | ------------------ | ------------------------------------------- | ------------- |
| 優勝 | 1908 | 全米選手権 | 芝     | エブリン・シアーズ | キャリー・ニーリー 、ミリアム・スティーバー | 6–3、5–7、9–7 |